# Die Freiheit führt das Volk
Die Freiheit führt das Volk (französisch La liberté guidant le peuple) ist ein Gemälde des französischen Malers Eugène Delacroix. Das 2,60 × 3,25 Meter große Bild entstand 1830. Es befindet sich heute im Louvre in Paris.

## Hintergrund
Am 27. Juli 1830 erhob sich die Pariser Bevölkerung zu einem Aufstand, der als Julirevolution in die Geschichte eingegangen ist. Ursache der Revolution war die reaktionäre Politik Karls X., dessen Ziel es war, die Zustände wiederherzustellen, wie sie vor 1789 geherrscht hatten, und damit die Vorherrschaft des Adels wieder durchzusetzen. Sein Kabinett regierte konsequent an der Abgeordnetenkammer vorbei. Auslöser der Julirevolution waren die sogenannten Juliordonnanzen, in denen Karl anordnete, die Abgeordnetenkammer aufzulösen, das Wahlverfahren zum Nachteil der einfachen Bürger zu ändern und Pressezensur einzuführen. Teile der Bevölkerung errichteten Barrikaden; bis zu 6000 Stück wurden am zweiten Tag des Aufstands gezählt. Matratzen dienten als Kugelfang. Auf der Seite der Schutzsuchenden wurden Pflastersteine zu einer Art Treppe gefügt, über die man stürmte, wenn der Feind zurückgeschlagen war – das war das „Auf-die-Barrikaden-Gehen“. Der dreitägige Aufstand der Bevölkerung hatte den endgültigen Sturz der Bourbonen in Frankreich und die erneute Machtübernahme durch das Bürgertum in einem liberaleren Königreich zur Folge.

## Das Gemälde
Delacroix verarbeitet die Barrikadenkämpfe des zweiten der drei Revolutionstage in Paris, die er selbst nicht erlebt hatte. Es war der blutigste Tag und die entscheidende Wende des Aufstandes. Die Julirevolution des Jahres 1830 war eine kurze und gewalttätige Auseinandersetzung zwischen Bürgern und Obrigkeit in den Pariser Straßen. Tote gab es auf beiden Seiten.
Im Vordergrund der Gemäldes sind die Toten zu sehen ist, rechts unten liegen zwei tote Soldaten, die Gesichter abgewandt. Im rechten Bildteil sieht man einige der Bretter, die den Schutzwall bilden. Delacroix gibt dem Aufstand eine Anführerin –  die Nationalfigur der Französischen Republik, als Allegorie der libertas die Marianne genannt. Die stürmische Bewegung ihres Körpers über die Barrikaden wird durch das verrutschte, ihren Oberkörper entblößende Kleid verstärkt. Auf dem Kopf hat die Marianne die Freiheitsmütze der Jakobiner, in der Hand schwingt sie die von den Bourbonen verbotene Tricolore mit Blick auf die Bürger hinter ihr, diese auffordernd, ihr zu folgen. Links von ihr ist ein Mann mit Zylinder oder Kastorhut und Gewehr zu sehen. Die Farben der Tricolore Blau, Weiß und Rot sind ein wiederkehrendes Element in dem Gemälde, insbesondere in der Kleidung des Verletzten zu Füßen der Freiheitsgestalt als auch im blau-weiß-roten Pulverdampf der Kämpfe in den Pariser Straßen im Hintergrund.
Das Bild wurde im Mai 1831 im Palais du Luxembourg ausgestellt und erreichte eine enorme Popularität. Heinrich Heine besuchte die Ausstellung und schrieb: „Auf keinem von allen [3000] Gemälden ist so sehr die Farbe eingeschlagen wie auf Delacroix’ Julirevolution. Indessen, eben diese Abwesenheit von Firnis und Schimmer, dabei der Pulverdampf und Staub, der die Figuren wie graues Spinnweb bedeckt, […] alles dieses gibt dem Bilde eine Wahrheit, […] und man ahnt die wirkliche Physiognomie der Julitage.“
Der französische Staat kaufte das Bild an, zur Zeit von Louis-Philippe I. war es im Depot. Zur Pariser Weltausstellung 1855 wurde es für kurze Zeit öffentlich gezeigt. 1863 kehrte es in die Dauerausstellung des Palais du Luxembourg zurück, seit 1874 gehörte es zur Sammlung des Louvre. Im Jahr 2013 war es im Rahmen der Neueröffnung des Louvre-Lens in Lens zu besichtigen.

## Rezeption

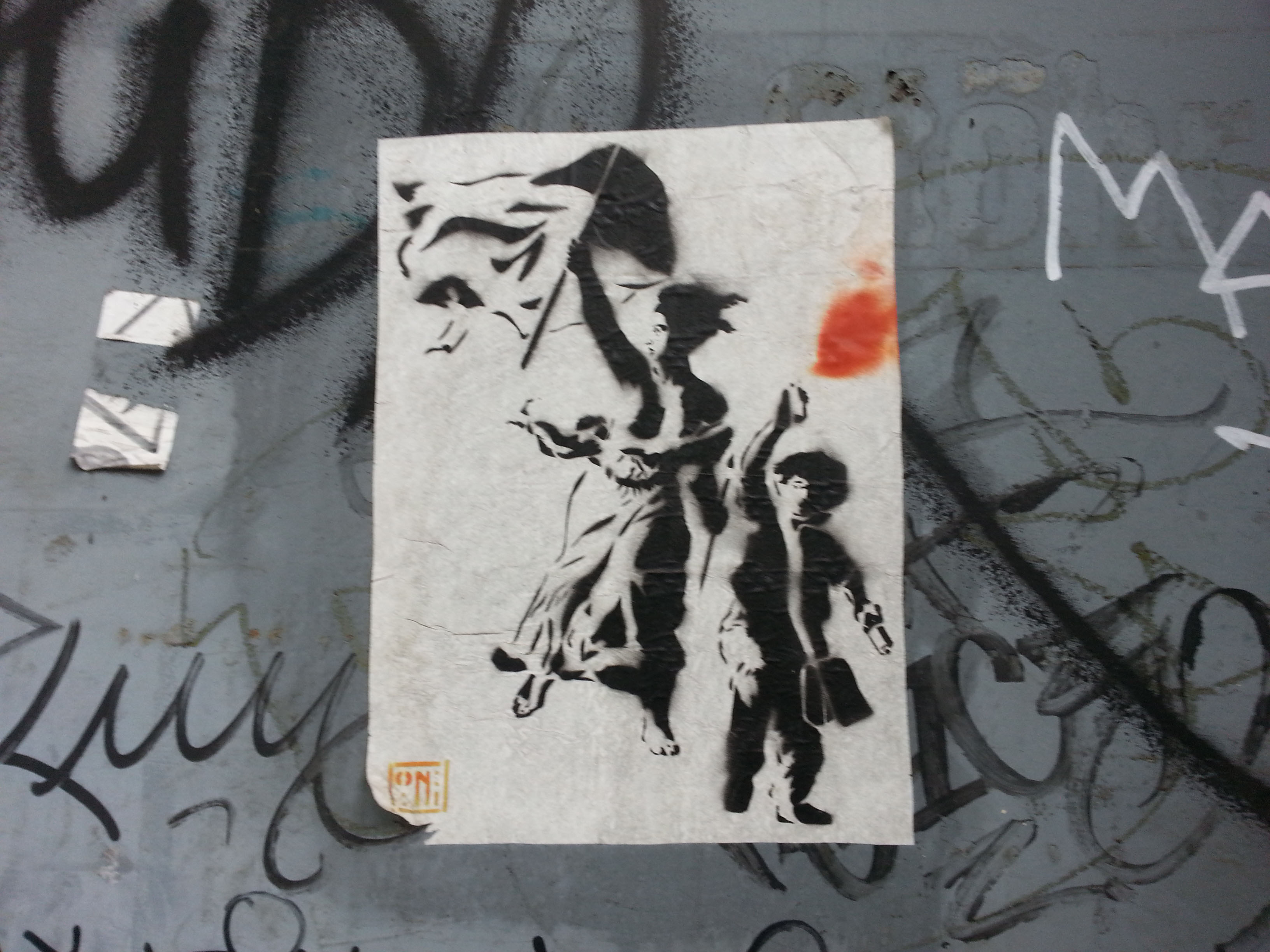
Schablonengrafik mit Bildzitat der Marianne und des bewaffneten Jungen, der hier allerdings als Graffiti-Sprayer dargestellt ist, an einem Hofeingang in Düsseldorf, 2015

- Das Bild der Marianne, dargestellt als Symbol der Freiheit in Die Freiheit führt das Volk, gilt als französische Kulturikone.[4]
- Der bewaffnete Junge rechts der Frauengestalt inspirierte den französischen Schriftsteller Victor Hugo zu der Figur des Gavroche in seinem Roman Les Misérables.
- Die britische Band Coldplay verwendet Die Freiheit führt das Volk als Titelbild für das im Juni 2008 erschienene Album Viva la Vida or Death and All His Friends. Die Band Laibach verwendet La Liberté guidant le peuple, zusammen mit dem Bild eines Trommlers, auf einem offiziellen Band-T-Shirt von 2012.
- Der Street-Artist Pascal Boyard hat im Januar 2019 in Paris ein Wandgemälde geschaffen, in dem er auf Die Freiheit führt das Volk Bezug nimmt. Er setzt sich darin für die Gelbwestenbewegung und für Bitcoin ein. Er fertigte das Bild zur Feier von zehn Jahren Bitcoin an. Als Schnittmenge der Interessen von Gelbwesten und Bitcoin-Investoren darf man Unzufriedenheit mit dem herrschenden Finanzsystem sehen.[5]
- Die Band Der Plan hat das Bild als Vorlage für das Cover der 2017 erschienenen LP/CD Unkapitulierbar verwendet.